# Dan Howe
Daniel Howe –conocido como Dan Howe– (Kingston, 7 de marzo de 1971) es un deportista canadiense que compitió en piragüismo en la modalidad de aguas tranquilas. Ganó dos medallas en los Juegos Panamericanos de 1995.

## Palmarés internacional
| Juegos Panamericanos | Juegos Panamericanos      | Juegos Panamericanos | Juegos Panamericanos |
| Año                  | Lugar                     | Medalla              | Competición          |
| -------------------- | ------------------------- | -------------------- | -------------------- |
| 1995                 | Mar del Plata (Argentina) | Medalla de oro       | C2 500 m             |
| 1995                 | Mar del Plata (Argentina) | Medalla de bronce    | C1 1000 m            |